# زاكسنهاغن
زاكسن هاغن (بالألمانية: Sachsenhagen) هي بلدة ألمانية تقع في ألمانيا في سكسونيا السفلى. يقدر عدد سكانها بـ 2,124 نسمة .